# 鍾離意
鍾離 意（しょうり い、生没年不詳）は、後漢の官僚。字は子阿。本貫は会稽郡山陰県。

## 経歴
若くして会稽郡の督郵となった。会稽太守は鍾離意を賢い人物とみなして、県の事務を任せるようになった。38年（建武14年）、会稽郡で疫病が大流行し、鍾離意は自分の親を避難させると、自ら領内に医薬を給付して回った。
孝廉に察挙され、2回転任して、大司徒侯覇の府に召し出された。鍾離意は光武帝の命を受け、部下を連れて河内郡に向かうこととなった。ときに冬の寒さのため、一行は進むことができなくなった。途中の弘農郡に立ち寄ると、鍾離意は弘農郡の属県に冬用の旅着を作らせた。県は仕方なくこれを与えたが、このことを上書して光武帝に報告した。光武帝は上奏を聞いて侯覇に会うと、「君が使っている掾は本当の良吏である」と述べた。鍾離意が任務を果たして洛陽に帰ると、病のため免官された。
後に瑕丘県令に任じられた。49年（建武25年）、堂邑県令に転任した。
明帝が即位すると、鍾離意は洛陽に召還されて尚書となった。ときに交阯太守の張恢が大金を不正に隠匿したため、召還されて処刑された。その財産は没収されて大司農に納入され、明帝の命により群臣に分け与えられた。鍾離意は美玉を賜ることとなったが、受け取ろうとしなかった。明帝がその理由を訊ねると、鍾離意は「孔子は喉が渇いても盗泉の水を飲むことに耐えられず、曾参は勝母の閭で車を引き返したと臣は聞いています。その名称を憎んだためです。私も不正で穢れた宝に拝礼しようとは思いません」と答えた。
鍾離意は尚書僕射に転じた。明帝はしばしば広成苑に幸し、遊楽や狩猟を楽しんだが、そのたびごとに鍾離意は帝を諫めた。60年（永平3年）夏、旱害が起こった。ときに洛陽の北宮の工事を始めていたため、鍾離意はこれを取りやめるよう明帝を諫めた。
明帝は鍾離意の忠義を知りつつも、その諫言を疎ましく思い、魯国の相として出向させた。後に徳陽殿が落成し、百官を集めて宴会を催すと、明帝は「鍾離尚書がもし洛陽にいたら、この宮殿は立てられなかったろう」と述べた。
鍾離意は長らく病を患い、在官のまま死去した。

## 伝記資料
- 『後漢書』巻41 列伝第31